# 京都公園 (キーウ)
京都公園（きょうとこうえん、ウクライナ語: Парк Кіото）は、ウクライナのキーウ市にある公園。

## 沿革
1971年にキーウ市と日本の京都市は姉妹都市提携を行った。1981年、姉妹都市提携10周年を記念し、京都公園が造園され、翌1982年に開園した。造園にあたっては佐野輝一（現：佐野藤右衛門）ら日本の庭師が訪問しており、京都市は石塔を寄贈した。なお、京都公園が面する通りは京都通り (Вулиця Кіото) と命名された。
ソ連崩壊などの影響で公園の手入れが行き届かず、公園を撤去して商業施設にする計画が浮上したこともあったという。2011年、姉妹都市提携40周年を記念して公園を再整備し、100本の桜が植樹された。2016年、姉妹都市提携45周年を記念して公園の再整備が行われた。また、京都公園内に新たに枯山水の庭 (сад каменів) がオープンした。枯山水庭園の監修は中根史郎（中根庭園研究所）。
公園の面積は約3000平方メートル。公園にある桜の小道 (алея сакур) の全長は987.45mあり、360種類の樹木が植えられている。

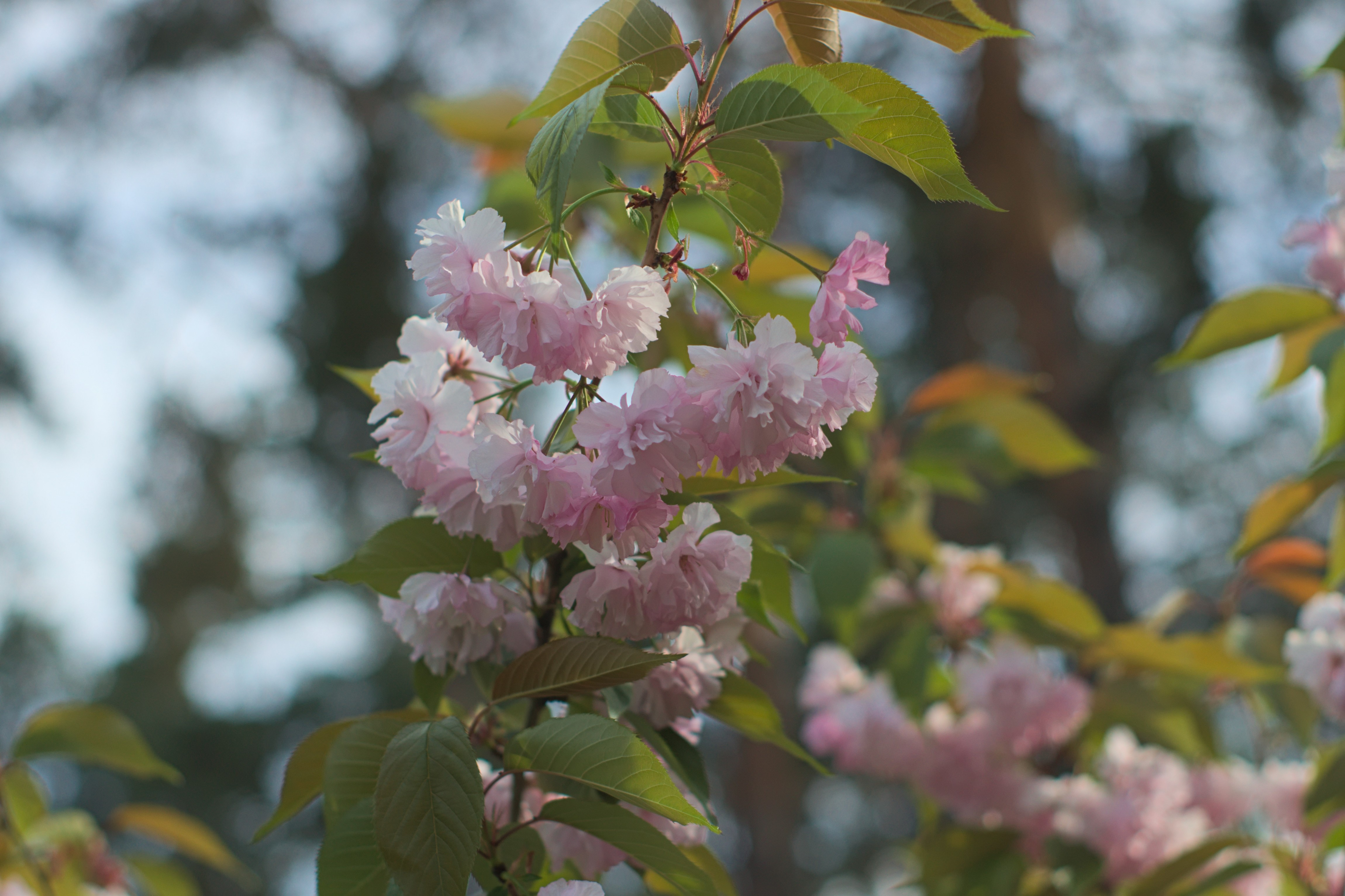
京都公園の桜